# (28353) Chrisnielsen
(28353) Chrisnielsen es un asteroide perteneciente al cinturón de asteroides, descubierto el 19 de marzo de 1999 por el equipo del Lincoln Near-Earth Asteroid Research desde el Laboratorio Lincoln, Socorro, Nuevo México.

## Designación y nombre
Designado provisionalmente como 1999 FH32. Fue nombrado  por Christopher Stephen Nielsen (nacido en 1993) quien obtuvo el primer puesto en la Feria Internacional de Ciencias e Ingeniería de Intel de 2011 por su proyecto de ingeniería eléctrica y mecánica. Estudió en su casa en Calgary, Alberta, Canadá.

## Características orbitales
Chrisnielsen está situado a una distancia media del Sol de 2,244 ua, pudiendo alejarse hasta 2,667 ua y acercarse hasta 1,822 ua. Su excentricidad es 0,188 y la inclinación orbital 3,474 grados. Emplea 1228,18 días en completar una órbita alrededor del Sol.

## Características físicas
La magnitud absoluta de Chrisnielsen es 14,50. Tiene 3,254 km de diámetro y su albedo se estima en 0,349.